# مدير الاتصالات
مدير الاتصالات هو منصب في كلا القطاعين العام والخاص. وهو الشخص المسؤول عن إدارة وتوجيه الاتصالات الداخلية والخارجية للمؤسسة. يشرف مديرو الاتصالات على موظفي العلاقات العامة ويضعون إستراتيجيات التواصل، كما يجوز أن يعمل كمتحدث رسمي ومسؤل إعلامي في المنظمة. يمكن أن يطلق على مدير الاتصالات اسم مدير العلاقات العامة  أو السكرتير الصحفي.
يرفع عادة مدير الاتصالات تقاريرهم مباشرةً إلى المديرين التنفيذيين بما في ذلك كبير مسؤولي الاتصالات (CCO) أو المدير التنفيذي (CEO) لشركة أو منظمة ما.
يدير مدير اتصالات قسم الاتصالات في منظمة ما أو ما يسمى في بعض الأحيان قسم الشؤون العامة. يجوز أن يساعد مدير الاتصالات نائب مدير ومجموعة العمل من الكتبة والمتخصصين في الاتصالات وموظفي الشؤون العامة.

## الاتصالات في الحياة السياسية
في السياسة في الولايات المتحدة، عادة ما يكون مدير الاتصالات المساعد الأول لرئيس الولايات المتحدة الأمريكية (مدير اتصالات البيت الأبيض)، عضوًا في مجلس النواب ومجلس الشيوخ أو قاض أو مرشحًا لمنصب سياسي أو رئيس مجلس الوزراء أو إدارة حكومية. مدير اتصالات البيت الأبيض الحالي هو جنيفر بالمييري.
وفي كندا والمملكة المتحدة يعتبر مدير الاتصالات كبير مساعدي أعضاء البرلمان وأعضاء مجلس اللوردات ورئيس الوزراء والوزراء بالحكومة والأجهزة الحكومية. ومدير الاتصالات الحالي لرئيس وزراء المملكة المتحدة هو كريغ أوليفر; ومدير اتصالات رئيس وزراء كندا هو أندرو ماكدوجال.
وفي أستراليا مدير الاتصالات هو كبير مستشاري رئيس الوزراء. ويقوم شاغلو هذا المنصب بإدارة اتصالات مكتب رئيس الوزراء بما في ذلك العاملون بالأمانة الصحفية وطاقم عمل كتابة الخطابات. والمدير الحالي لحكومة حزب العمال برئاسة جيلارد هو جون ماكتيرنان، وكان يعمل كبير مستشاري توني بلير.
وفي نيجريا يكون مدير الاتصالات أو المستشار الخاص هو كبير مساعدي الرئيس ونائب الرئيس وكبار أعضاء المجلس الوطني.
وفي نيجريا يكون مدير الاتصالات أو المستشار الخاص هو كبير مساعدي الرئيس ونائب الرئيس وكبار أعضاء المجلس الوطني.